# Manikyanahalli, Pandavapura
Manikyanahalli là một làng thuộc tehsil Pandavapura, huyện Mandya, bang Karnataka, Ấn Độ.